# ال‌ای سی‌یرا (پی۴۲)
الÉ سی‌یرا (پی۴۲) (به انگلیسی: LÉ Ciara (P42)) یک کشتی است که طول آن ۶۲٫۶ متر (۲۰۵ فوت) می‌باشد. این کشتی در سال ۱۹۸۸ ساخته شد.